# Blanche Beach
Blanche Beach – plaża (beach) w kanadyjskiej prowincji Nowa Szkocja, w hrabstwie Shelburne, na północny wschód od przylądka Green Point (43°29′19″N, 65°23′38″W); nazwa urzędowo zatwierdzona 26 kwietnia 1965.